# Manifesta

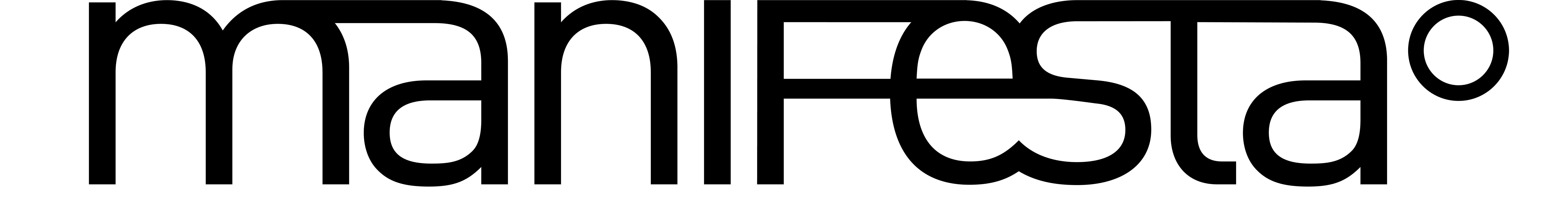
Manifesta logo

Manifesta è una mostra biennale europea itinerante di arte contemporanea.
Si è svolta in: Paesi Bassi, Lussemburgo, Slovenia, Germania, Spagna, Italia, Belgio, Russia, Svizzera, Francia e Kosovo.
La prossima edizione si terrà a Barcellona, in Spagna nel 2024.

## Storia
La manifestazione nacque con il proposito di creare una piattaforma paneuropea per l'arte visuale contemporanea e favorire l'integrazione europea. Fu fondata dalla storica dell'arte olandese Hedwig Fijen, che ancora oggi la guida accanto a Peter Paul Kainrath.
L'idea di un evento itinerante prese piede a Rotterdam nel 1996, in accordo con uno speciale organo consultivo internazionale (il predecessore dell'attuale Fondazione internazionale) e col sostegno di varie organizzazioni artistiche governative e alcuni ministeri della cultura europei, evolvendosi in una rete per giovani artisti del continente.

## Caratteristiche
Manifesta ha luogo ogni due anni, in una località differente. È co-organizzata da Manifesta Amsterdam, organizzazione indipendente e senza fini di lucro con sede nell'omonima capitale dei Paesi Bassi.
Ogni edizione viene solitamente realizzata in base a un tema principale e una serie di relativi eventi volti a indagare e riflettere su una pluralità di aspetti locali e nuove modalità espressive. 
La sua vocazione paneuropea si riflette sia nella partecipazione di artisti di ogni genere, sia nel programma delle attività, al quale collaborano curatori esterni e rappresentanti di tutti i tipi delle istituzioni culturali, sociali e accademiche delle città ospitanti.

## Edizioni

### Manifesta 1, 1996, Rotterdam (Paesi Bassi)
"Manifesta 1" fu ospitata a Rotterdam, nei Paesi Bassi nel 1996 in 16 diversi musei e 36 spazi pubblici. Un team di cinque curatori da Barcellona, Budapest, Londra, Mosca, Parigi e Zurigo selezionarono 72 artisti da 30 diversi paesi europei e cinque da altri continenti.
Artisti Manifesta 1:
Martin Beck (Austria / USA) · Mila Bredikhina (Russia) · Patrick Van Caeckenbergh (Belgio) · Entertainment & Co · (Portogallo) · Mat Collishaw (Regno Unito) · Maurice O’Connell (Irlanda) · Rogelio López Cuenca (Spagna) · Maria Eichhorn (Germania) · Olafur Eliasson (Islanda) · Ayse Erkmen (Turchia) · Vadim Fishkin (Russia) · Bernhard Fuchs (Austria) · Tamara Grcic (Germania) · Joseph Grigely (USA) · Douglas Gordon (Scozia) · Tommi Grönlund (Finlandia) · Marie-Ange Guilleminot (Francia) · Dmitri Gutov (Russia) · Jitka Hanzlová (Germania) · Róza El-Hassan (Hungary) · Carl Michael von Hausswolff (Sweden) · Christine Hill (Germania) · Carsten Höller (Germania) · Fabrice Hybert (Francia) · IRWIN (Slovenia) · Siraj Izhar (Great Britain) · Henrik Plenge Jacobsen (Denmark) · Robert Jankuloski (Macedonia) · Piotr Jaros (Poland) · Koo Jeong-a (Francia) · Ivana Keser (Croatia) · Soo-Ja Kim (South-Korea) · Suchan Kinoshita (Netherlands) · Oleg Kulik (Russia) · Renée Kool (Netherlands) · Pavel Kopriva (Czech Republic) · Yuri Leiderman (Russia) · Tracy Mackenna (Scotland) · Esko Männikkö (Finlandia) · Eva Marisaldi (Italy) · Jenny Marketou (Greece) · Roger Meintjes (Portogallo) · Regina Möller (Germania) · NEsTWORK (Netherlands) · Petteri Nisunen (Finlandia) · Roman Ondák (Slovakia) · Huang Yong Ping (Francia) · Valeri Podoroga (Russia) · Tadej Pogacar (Slovenia) · Mathias Poledna (Austria) · Liza May Post (Netherlands) · Luca Quartana (Italy) · Tobias Rehberger (Germania) · Gerwald Rockenschaub (Austria) · Arsen Savadov (Ukraine) · Pit Schulz (Germania) · Georgy Senchenko (Ukraine) · subREAL (Rumania) · Nedko Solakov (Bulgaria) · János Sugár (Hungary) · Kathy Temin (Australia) · Hale Tenger (Turkey) · Jaan Toomik (Estonia) · Rirkrit Tiravanija (USA) · Didier Trenet (Francia) · Rosemarie Trockel (Germania) · Mette Tronvoll (Scandinavia) · Uri Tzaig (Israel) · Paco Vacas (Spain) · Eulàlia Valldosera (Spain) · Lydia Venieri (Greece) · Susann Walder (Switzerland) · Sam Taylor-Wood (Great Britain) · Catherine Yass (Great Britain)

### Manifesta 2, 1998, Lussemburgo
Artisti Manifesta 2: Eija-Liisa Ahtila (Finlandia) · Kutlug Ataman (Turchia) · Orla Barry (Gran Bretagna) · Emese Benczúr (Ungheria) · Christine Borland (Scozia) · Eriks Bozis (Lettonia) · Maurizio Cattelan (Italia) · Alicia Framis (Paesi Bassi) · Dora Garcia (Paesi Bassi / Belgio) · Dr. Galentin Gatev (Bulgaria) · Dominique Gonzales-Foerster (Francia) · Felix Gonzales-Torres (USA) · Carsten Höller (Germania) · Pierre Huyghe (Francia) · Sanja Ivekovic (Croazia) · Inessa Josing (Estonia) · Kristof Kintera (Repubblica Ceca) · Elke Krystufek (Austria) · Peter Land (Danimarca) · Maria Lindberg (Svezia) · Michel Majerus (Germania) · Bjarne Melgaard (Norway / Australia) · Deimantas Narkevicius (Lituania) · Fanni Niemi-Junkola (Finlandia) · Honoré ’O (Belgio) · Boris Ondreicka (Slovacchia) · Tanja Ostojic (Jugoslavia) · Marko Peljhan (Slovenia) · Dan Perjovschi (Romania) · Franz Pomassl (Austria) · Antoine Prum (Lussemburgo) · Tobias Rehberger (Germania) · Jeroen de Rijke / Willem de Rooij (Paesi Bassi) · Bojan Šarčević (Francia) · Eran Schaerf (Germania / Belgio) · Tilo Schulz (Germania) · Nebojsa Soba Seric (Bosnia) · Ann-Sofi Sidén (USA / Svezia) · Andreas Slominski (Germania) · Sean Snyder (Germania) · Apolonija Sustersic (Slovenia / Paesi Bassi) · Sarah Sze (USA) · Bert Theis (Italia) · Piotr Uklánski · Gitte Villesen (Danimarca) · Richard Wright (Scozia)

### Manifesta 5, 2004, San Sebastián (Spagna)
Bas Jan Ader (Netherlands) · Victor Alimpiev and Sergey Vishnevsky (Russia) · Huseyin Alptekin (Turkey) Micol Assaël (Italy) · Sven Augustijnen (Belgium) · Zbynûk Baladrán (Czech Republic) · John Bock (Germania) · Michaël Borremans (Belgium) · Sergey Bratkov (Russia) Carlos Bunga (Portogallo) · Duncan Campbell (Great Britain) · Cengis Çekil (Turkey) · Illya Chichkan and Kyrill Protsenko (Ukraine) · D.A.E. (Peio Aguirre and Leire Vergara) · Jan de Cock (Belgium) · Angela de la Cruz (Spain) · Jeremy Deller (Great Britain) · Andrea Faciu (Romania) · Iñaki Garmendia (Spain) · Geert Goiris (Belgium) · Kim Hiorthøy (Norway) · Laura Horelli (Finlandia) · Külli Kaats (Estonia) · Johannes Kahrs (Germania) · Leopold Kessler (Austria) · Mark Leckey (Great Britain) · Maria Lusitano (Portogallo) · Mark Manders (Netherlands) · Asier Mendizabal (Spain) · Boris Mikhailov (Ukraine) · Oksana Pasaiko · Anu Pennanen (Finlandia) · Garrett Phelan (Ireland) · Kirsten Pieroth (Germania) · Paola Pivi (Italy) · Office of Alternative Urban Planning (Verónica Arcos, José Arnaud, Sannah Belzer, Sebastián Khourian, Claudia Strahl, Mónica Villate, Constanze Zehi) · Marc Quer (Francia) · Daniel Roth (Germania) · Michael Sailstorfer (Austria) · Silke Schatz (Germania) · Markus Schinwald (Austria) · Conrad Shawcross (Great Britain) · Eyal Sivan and Michel Khleifi (Israel/ Palestine) · Hito Steyerl (Germania) · Misha Stroj (Slovenia) · Patrick Tuttofuoco (Italy) · Vangelis Vlahos (Greece) · Gillian Wearing (Great Britain) · Amelie von Wulffen (Germania) · Cathy Wilkes (Scotland) · Yevgeniy Yufit (Russia) · Olivier Zabat (Francia) · David Zink Yi (Peru) · Darius Ziura (Lithuania)

### Manifesta 6, 2006, Nicosia (Cipro)
L'edizione numero 6 avrebbe dovuto svolgersi nella città etnicamente e politicamente divisa di Nicosia a Cipro nel 2006 ma è stata cancellata tre mesi prima dell'avvio a causa delle complessità dovute alla divisione politica dell'isola.

### Manifesta 7, 2008, Trentino-Alto Adige (Italia)
Nel 2008 per la prima volta Manifesta non è stata ospitata da una città, ma da un'intera regione, il Trentino-Alto Adige. A Bolzano, la sede fu l'areale del futuro NOI Techpark Südtirol/Alto Adige.

### Manifesta 12, 2018, Palermo (Italia)
La dodicesima edizione si è svolta nel capoluogo siciliano dal 15 giugno al 4 novembre 2018, col tema: Il Giardino Planetario. Coltivare la coesistenza.. Gli oltre quattro mesi palermitani, sullo sfondo di una città capitale italiana della cultura, hanno rappresentato la rassegna più lunga sin allora organizzata e di particolare successo con ben 483.712 visite. Il progetto curatoriale è stato affidato ad OMA (Office for Metropolitan Architecture), fondato nel 1975 dagli architetti Rem Koolhaas ed Elia Zenghelis insieme a Madelon Vriesendorp e Zoe Zenghelis. Sotto il coordinamento dell'architetto siciliano Ippolito Pestellini Laparelli, gli altri "Creative Mediators" per Manifesta 12 sono stati la svizzera Mirjam Varadinis, interna al Kunsthaus di Zurigo, l'architetto e artista spagnolo Andrés Jaque, fondatore dell’Office of Political Innovation, e la regista e giornalista olandese Bregtje van der Haak.

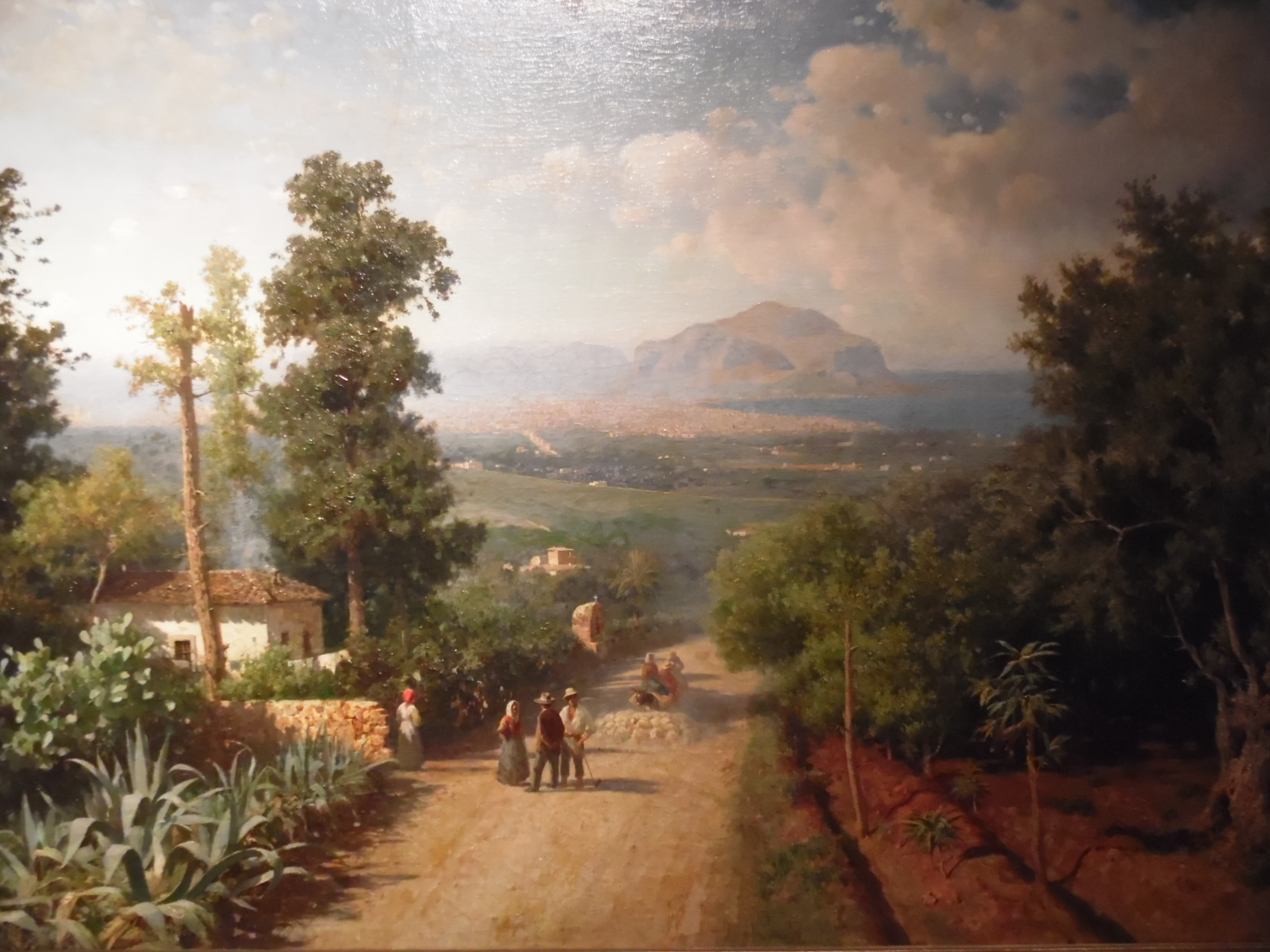
Francesco Lojacono: Veduta di Palermo (1875)

### Manifesta 14, 2022, Pristina (Kosovo)
Dopo un’edizione marsigliese minata nelle fondamenta dell’epidemia da SARS-CoV2, Manifesta, la Biennale Nomade Europea si è ripresentata in Kosovo dal 22 luglio al 30 ottobre. Sede principale è stato il Grand Hotel di Pristina.

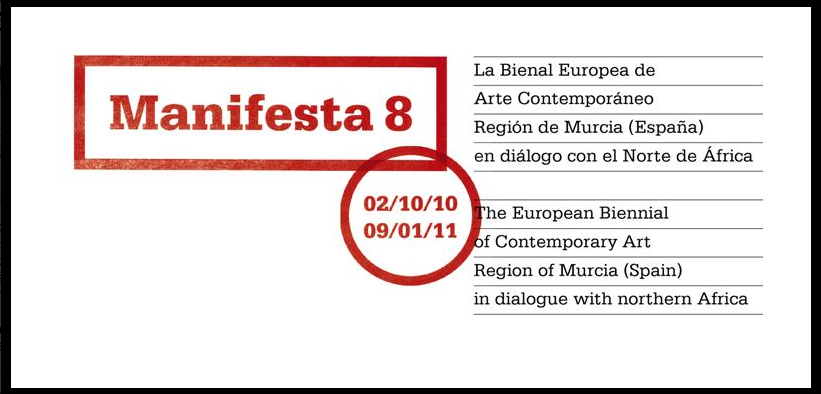
Manifesta 8 (2010)
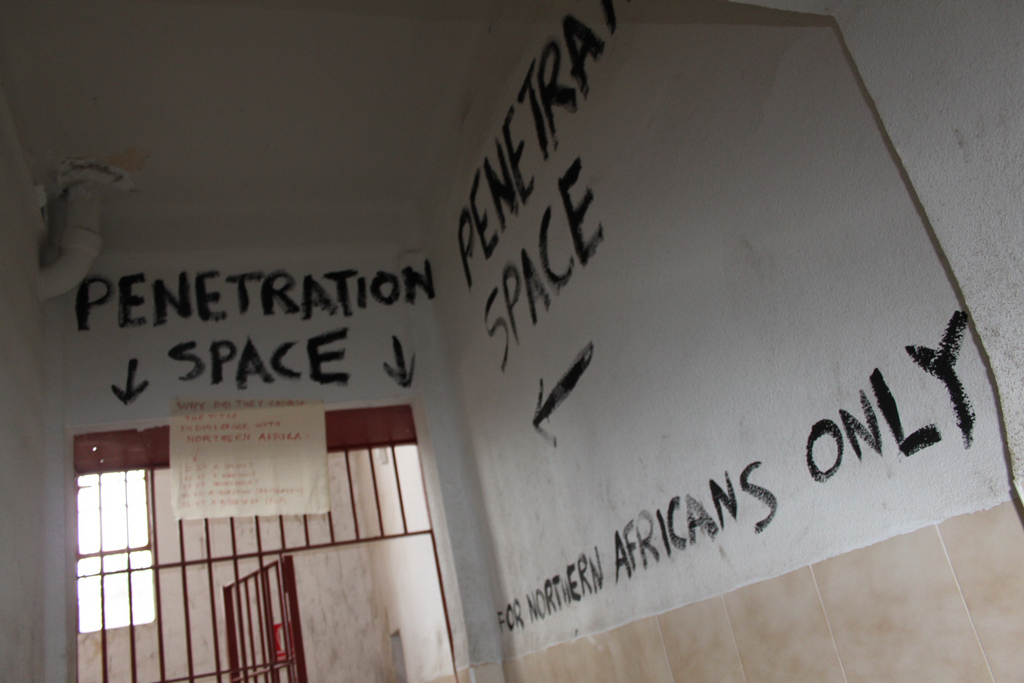
Manifesta 8
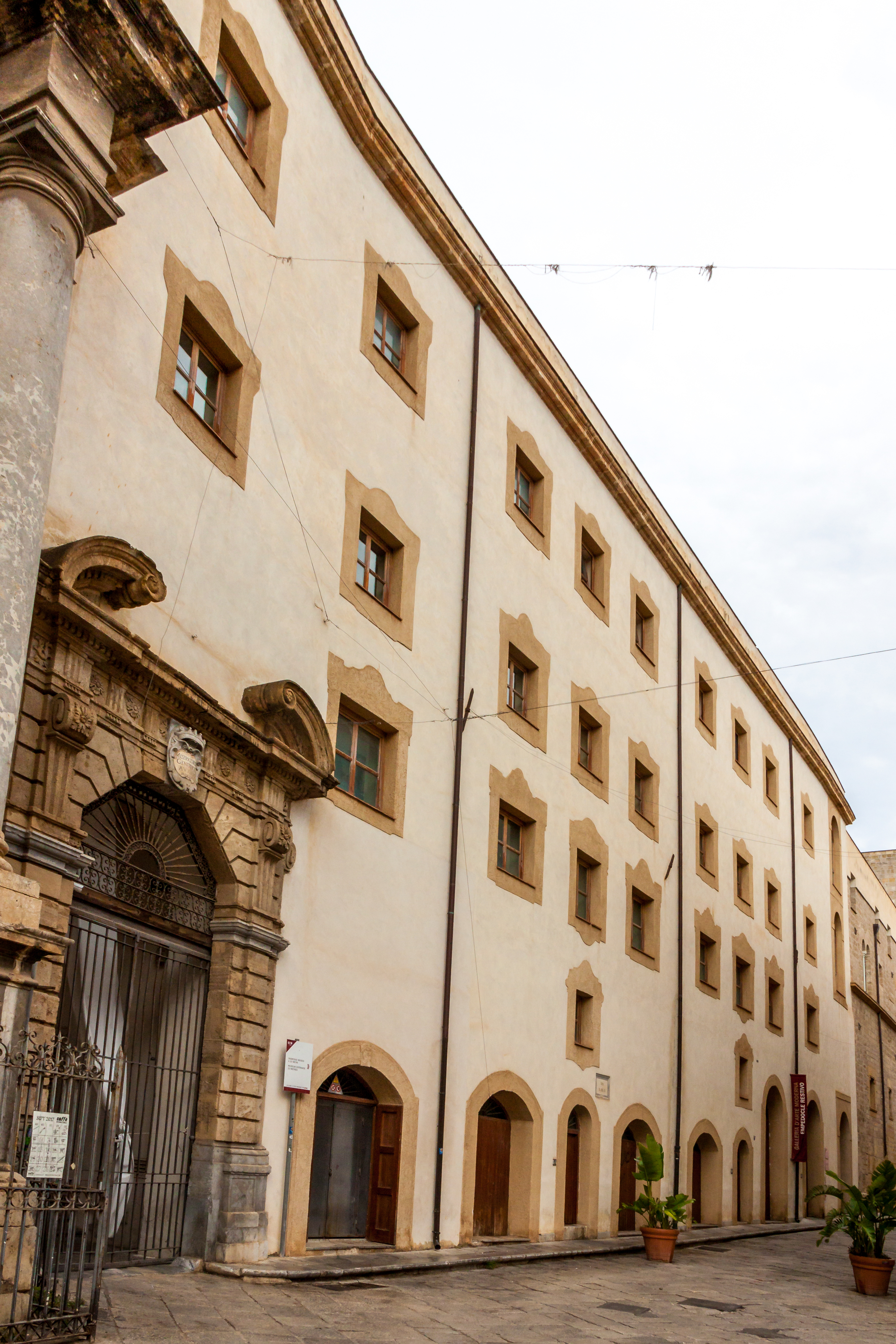
Galleria d'arte moderna-GAM di Palermo, Manifesta 12 (2018)
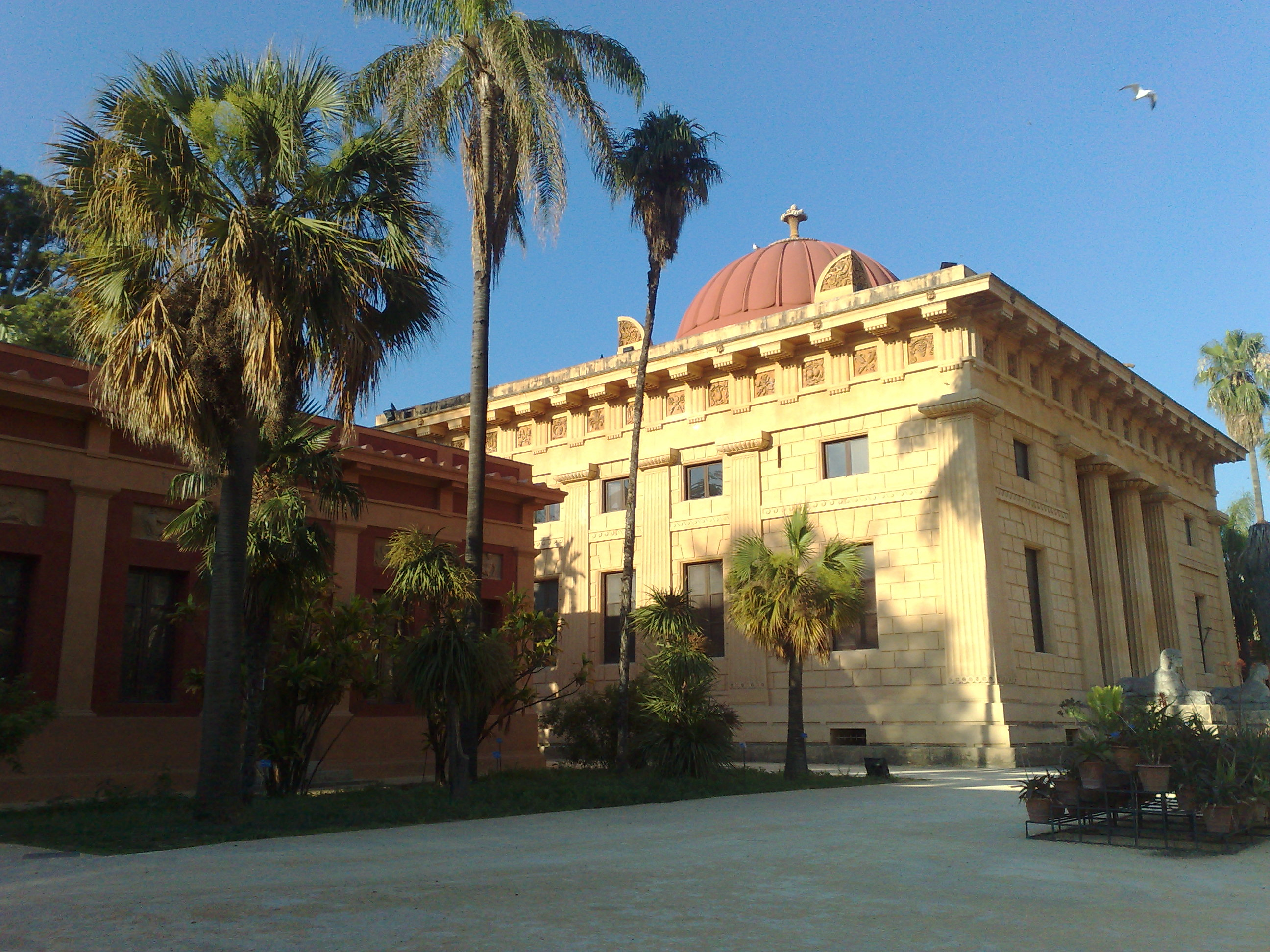
Orto botanico di Palermo, Manifesta 12 (2018)